# Charles Bruce
Charles William Brudenell-Bruce (18 juin 1834 - 16 avril 1897), est un militaire britannique et un homme politique du parti libéral. Il est vice-chambellan de la maison de William Ewart Gladstone entre 1880 et 1885.

## Biographie
Il est le fils de Charles Brudenell-Bruce (1er marquis d'Ailesbury), de sa deuxième épouse Maria Elizabeth Tollemache, fille de Charles Tollemache, de Harrington, dans le Northamptonshire. George Brudenell-Bruce (2e marquis d'Ailesbury), et Ernest Brudenell-Bruce (3e marquis d'Ailesbury), sont ses demi-frères aînés.

## Carrière
Il sert dans le 1er Life Guards. Il achète une capitainerie dans le régiment le 30 août 1859, succédant à Dudley FitzGerald-deRos. Il est également major honoraire du Royal Wiltshire Yeomanry.
Il siège comme député du North Wiltshire de 1865 à 1874 et de Marlborough de 1878 à 1885. En 1880, il est admis au Conseil privé et nommé vice-chambellan de la Maison dans le gouvernement dirigé par William Ewart Gladstone, poste qu'il occupe jusqu'à la chute du gouvernement libéral en 1885.

## Famille
Il épouse Augusta Georgiana Sophia Seymour, fille de Frederick Charles William Seymour et petite-fille d'Hugh Seymour, le 2 février 1860. Ils n'ont pas d'enfants. Il meurt en avril 1897, à l'âge de 62 ans Lady Charles Bruce est décédée en février 1901.